# Rhynchina obliqualis
Rhynchina obliqualis är en fjärilsart som beskrevs av W. Warren 1913. Rhynchina obliqualis ingår i släktet Rhynchina och familjen nattflyn. Inga underarter finns listade.